# Dirk von Zitzewitz
Dirk von Zitzewitz, né le 14 octobre 1968, est un pilote de moto et copilote allemand de rallye-raid.

## Palmarès

### Résultats au Rallye Dakar
| Année | Categorie | Rôle                           | Marque     | Position       | Victoires d'étapes   |
| ----- | --------- | ------------------------------ | ---------- | -------------- | -------------------- |
| 1997  | Moto      | Pilote                         | KTM        | 5e             | -                    |
| 1998  | Moto      | Pilote                         | KTM        | 7e             | 2                    |
| 1999  | Moto      | Pilote                         | KTM        | Abd.           | 2 (dont le prologue) |
| 2002  | Auto      | Copilote de Mark Miller        | Toyota     | 19e            | -                    |
| 2004  | Auto      | Copilote de Mark Miller        | Chevrolet  | Abd.           | -                    |
| 2005  | Auto      | Copilote de Robby Gordon       | Volkswagen | 12e            | 1                    |
| 2006  | Auto      | Copilote de Mark Miller        | Volkswagen | 5e             | -                    |
| 2007  | Auto      | Copilote de Giniel de Villiers | Volkswagen | 11e            | 4                    |
| 2009  | Auto      | Copilote de Giniel de Villiers | Volkswagen | 1er            | 3                    |
| 2010  | Auto      | Copilote de Giniel de Villiers | Volkswagen | 7e             | 3                    |
| 2011  | Auto      | Copilote de Giniel de Villiers | Volkswagen | 2e             | 1                    |
| 2012  | Auto      | Copilote de Giniel de Villiers | Toyota     | 3e             | -                    |
| 2013  | Auto      | Copilote de Giniel de Villiers | Toyota     | 2e             | -                    |
| 2014  | Auto      | Copilote de Giniel de Villiers | Toyota     | 4e             | -                    |
| 2015  | Auto      | Copilote de Giniel de Villiers | Toyota     | 2e             | -                    |
| 2016  | Auto      | Copilote de Giniel de Villiers | Toyota     | 3e             | -                    |
| 2017  | Auto      | Copilote de Giniel de Villiers | Toyota     | 5e             | -                    |
| 2018  | Auto      | Copilote de Giniel de Villiers | Toyota     | 3e             | 1                    |
| 2019  | Auto      | Copilote de Giniel de Villiers | Toyota     | 9e             | -                    |
| 2021  | Auto      | Copilote de Yazeed Al-Rajhi    | Toyota     | 16e            | 2                    |
| 2022  | Auto      | Copilote de Khalid Al-Qassimi  | Peugeot    | 42e            | -                    |
| 2023  | Auto      | Copilote de Yazeed Al-Rajhi    | Toyota     | 37e            | 1                    |
| 2025  | Auto      | Copilote de Giniel de Villiers | Toyota     | Abd. (Étape 7) | -                    |

### Résultats en rallye
- Rallye transibérique 2006 : vainqueur en tant que copilote de Giniel de Villiers